# Al Smith
Alfred Emanuel "Al" Smith (sinh ngày 30 tháng 12 năm 1873 - mất ngày 04 tháng 10 năm 1944) là một chính khách Hoa Kỳ. Ông từng được bầu làm Thống đốc bang New York bốn lần và là ứng cử viên Tổng thống Mỹ của Đảng Dân chủ (Hoa Kỳ) vào năm 1928. Ông là ứng cử viên tổng thống người Công giáo đầu tiên của Hoa Kỳ. Việc ông được đề cử nhằm huy động số phiếu, đặc biệt là của các nữ giáo dân, những người chỉ mới nhận được quyền bầu cử liên bang. Việc đề cử ông cũng gây ra các phiếu chống Công giáo, mà là mạnh nhất trong đảng Dân chủ bảo thủ da trắng ở miền Nam.